# ぼくのなつやすみ
『ぼくのなつやすみ』は、2000年6月22日にソニー・コンピュータエンタテインメントから発売されたPlayStation用ゲームソフト。『ぼくのなつやすみシリーズ』の第1作。第5回日本ゲーム大賞ニューウェーブ賞受賞、第5回日本ゲーム大賞パッケージデザイン部門賞、第3回文化庁メディア芸術祭展示作品。
2006年6月29日にPlayStation Portable用にイベントや登場人物を追加したリメイク移植版の『ぼくのなつやすみポータブル ムシムシ博士とてっぺん山の秘密!!』も発売された。
当時のキャッチコピーは「なくしたもの思い出しゲーム」。

## 概要
制作会社はミレニアムキッチン。1997年暮れから制作が開始された。最初の情報公開となった1999年夏発売のゲーム雑誌では同年秋に発売予定と告知されていたが、「夏休み商戦に合わせたほうがいい」との判断により発売が翌年に延期され、PlayStation 2発売後の2000年に世に出ることとなった。
本作の好評を受け、ソニー・コンピュータエンタテインメントのゲーム機でシリーズ化された。
母親が臨月を迎えたため、8月の夏休みの1か月間、田舎の親戚の家へ預けられた9歳の少年「ボク」を操作し、昆虫採集や虫相撲、魚釣りなどをしていくゲームである。時代設定は1975年（昭和50年）で、北関東のどこかに存在する森や山に囲まれた架空の田舎「月夜野」（つきよの）が舞台となっている。蛍が舞い、河鹿の鳴き声が聞こえる清流といった、現代の日本が見失ってしまった原風景が再現されている。
舞台のモデルとなったのは山梨県南都留郡道志村月夜野で、クリエイターの綾部和は道志村を訪れてゲーム内のすべての環境音を実際の現場で収録したほか、道志川にかかっている小さな木の橋はおじちゃんの家の前にある橋のモデルになっている。群馬県にも月夜野という地名があり、高速道路のインターチェンジ名として用いられ知名度が高いことから、群馬県の月夜野がモデルであるという認識が一般に広まっているが、綾部本人は開発中の時点で群馬県の月夜野を認知しておらず、後年も表立って否定することはしていないとしている。作中で北関東と表現しているのも、あくまで演出上のものである。
「昆虫採集」、「魚釣り」、「絵日記」、「洞窟探検」など、昔の子供達がしたであろう遊びや行事が取り入れられている。自然豊かな田舎をリアルに再現したフィールド設定も特徴。
説明書には「大人のだめをどんどんやりましょう。ダメなことほどやりたいこと。大人のだめをどんどんとことんやりましょう。それが楽しい夏休みを過ごすための基本です。」と書かれている。

## 他シリーズとの違い
- 手持ち画面の時計がない。
- 時間の速さが選べない。
- 川や海で泳げない。
- 日焼けの概念がない。
- 凧揚げができる。
- 晩御飯の時間に家の中にいるとおばちゃんに声をかけられずにそのまま晩御飯になる。
- 眠くなり自動的に部屋に戻されても、翌朝のラジオ体操に出られる（ホタル沢に行った日を除く。19日はラジオ体操の映像が無いものの、体操は行われている。その後のシリーズでは23時までに就寝すれば翌朝のラジオ体操に出られるが、眠くなり自動的に部屋に戻されると寝坊してラジオ体操に出られなくなる）。
- 15時から夕方になり、17時に晩御飯、22時に就寝となる（その後のシリーズでは16時から夕方、18時に晩御飯、23時に就寝と、1時間ずつずれている）。

## ゲーム内の細かい設定
- 64種類の虫が捕まえられる。3種類の魚が釣れる。
- 占い地蔵で大吉を出すと、甲虫を捕まえられる確率があがったり凧揚げが簡単になったりする。
- エンディングは全部で5つあり、15個のイベントをクリアした数によって内容が変わる。
- ゲームを1度でもクリアしていると、2週目からは4日のかき氷のシロップに「虹色スペシャル」が加わる。

## PSP版での追加項目・強化項目
追加イベントにおけるボクの台詞は、PS版の制作時に録音した未使用のものが使われており、スタッフロールでのボクの役名にも『進藤一宏 (子役時代)』と表記されている。
昆虫採集
新たに虫の数がPS版の64種類から128種類になり、2倍となった。また、まだ捕獲していない虫が近くにいると、「NEW」というマークが出てくる。
虫相撲
虫相撲に出せる甲虫の種類が増えた。また、「お気に入り」の甲虫を次プレイに連れて行くことが可能となった。アドホック通信を使うと、「お気に入り」の甲虫を他人にプレゼントしたり、交換したりすることができる。
魚釣り
PSPには振動機能がないので、魚がかかると、画面上部に「HIT」マークが出るように変更された。

## 登場人物
ボク
声 - 進藤一宏（音声収録時は小学4年生）
本作の主人公。都会生まれ都会育ちの小学3年生。9歳。「ボク」は一人称であるが呼び名でもあり、周囲からも「ボクくん」と呼ばれ、自身も「ボク」と名乗っている。
母親が臨月を迎えたため、夏休みの1か月間、おじの家に預けられることになった。好奇心旺盛で心優しい男の子。無垢な子供だが、時にはませた一面も見せる。
カナヅチで、苦手なものはヘビ。緊張するとしゃっくりが出る癖がある。
昆虫採集に魚釣り、おじちゃん特製の凧でする凧揚げや、秘密基地で近所の悪ガキ達と競う虫相撲など、月夜野を駆け回る中でたくさんの人や物事と出会い、様々な体験をし、かけがえのないひと夏を満喫する。
萌と風呂に入ってのぼせたり、夏風邪をひいて薬を飲んで早く寝るなど体調を崩す場面も見られるが、翌日には元気に回復するイベントがある。エンディングでは家に帰る前におばちゃんに抱きつかれて泣いた。
ディレクターの綾部和がTwitterで述懐したところによれば、ボクの名字は周囲の状況から「久保田」（くぼた）と推測できるようになっており、その理由について「クボタボク」で回文になる洒落であることを挙げている。

### 空野家
空野 優作（そらの ゆうさく）
声 - 佐々木勝彦
通称おじちゃん。陶芸家。家は明治の中頃に建てられた金沢の民家を前に住んでいた人が買い取って、月夜野に移築したもの。
手先が器用で、凧揚げの凧や魚釣りの毛針やブランコを作ってくれる。
作業場の棚の一部が何度修理しても落ちてしまうことと、スイカ泥棒の被害に悩まされている。
昼間は作業場で仕事していて、夕方以降は居間で新聞を読んでいることが多い。
晩御飯の時間にボクが野外にいた時の呼び戻し役と、食事の挨拶を担当している。
夜にボクが家の敷地から出ると走って追いかけてくる（5日を除く）。また、寝る時間が来て自動的に部屋に戻されると「ボクくん、絵日記書いてお休みなさいしましょう」と寝かしに来る。
エンディングの中には、ボクが彼の影響を受けて陶芸家を志す、というものがある。しかし、最もイベントをこなさなかった場合のエンディングでは、空野家のあった辺りは全てダムの底に沈んでしまったという結末になる。
空野 薫（そらの かおる）
声 - 一城みゆ希
通称おばちゃん。ボクの父親の妹。北海道小樽市出身。優作より1つ年上。
優作とは見合い結婚だが、夫婦仲はとても良く、毎年カレンダーを手に入れるとすぐに結婚記念日の8月22日に丸をつける。
若い頃は東京でカメラマンの助手をしており、ボクの行く先々に現れては写真を撮ってくれる。また、アサガオの花が咲くと、咲いていた日数分の写真をプレゼントしてくれる。
ボクが蜂に刺された時は縁側に運び、仰いでくれる。
プラモデルなど、ものを作ることが好き。
夕方、台所にいる薫に話しかけると、その日の晩ご飯のメニューを当てるクイズができる（15日はお墓参りに行くため、朝のうちに晩御飯クイズを行う）。
空野 萌（そらの もえ）
声 - 坂本真綾
空野家の長女。高校受験を控えた中学3年生。15歳。
自分の部屋で過ごしていることが多い。最初の一週間は部屋のドアにカギがかかっているため、序盤は接触する機会が少ない。
夜に縁側にてクラリネットの練習をしており、日を重ねるごとに上達していく。曲目は「マイ・ボニー｣。ボクの母が出産した報せがあった際には特別に「ハッピーバースデートゥーユー」を吹いてくれる。
好きな教科は国語と美術、音楽。嫌いな教科は英語。
恋をしているらしく、勉強の合間に押し花づくりをしたり手紙を書いたりしている。
夏休み終盤に失恋からノイローゼになってしまうが、後に元気を取り戻す。詩と萌が都会に出てそれぞれ結婚するエンディングでは、現在（25年後）の時点で当時の萌と同い年になった娘がいると語られる。
空野 詩（そらの しらべ）
声 - 最上莉奈 （音声収録時は小学2年生）
空野家の次女。小学2年生。クラスで1番背が低く、｢チビ娘｣というあだ名で呼ばれているが、本人は嫌がっている。
好きな給食のメニューは春雨サラダとカレーシチュー。人の給食を取ったりするためか、友達は少ない。
アリの巣で遊んでいることが多く、話しかけると「放っておいて」と言ったりボクに対してキツい事をよく言い放つが、月夜野を案内してくれるなど、ボクのことを気に懸けている部分もある。
「アイドル歌手になって、ベンツをブイブイいわせる」「ビッグになる」などと言っているが、エンディングの1つでは萌とともに都会に出て「絵に描いたような結婚」をして家庭を築いたことが語られる。
夏休みの終盤には不安から突如行方をくらましてしまったり、夕飯後に廊下で落ち込んだりする。
兄
空野家の長男。故人で、3年前の8月11日に亡くなった。ひまわりの花や、鷺の里の花火大会が好きだったらしい。

### 「ボク」の仲間達
ガッツ
声 - 高山みなみ
小学5年生。ガキ大将。一人称は「オレ」。空野家のスイカをくすねて秘密基地に持ち帰っては、ファット達と隠れて食べている。
ファットやメガネ、詩からは「ガッちゃん」と呼ばれている。
虫相撲で彼の秘密兵器に勝つと、本当の仲間と認めてくれる。
卒業後は都会に出て行くことになっている。
ファット
声 - 伊倉一恵
小学4年生。一人称は「オレさま」。その名の通り太っている。
萌に心を寄せていて、ボクに萌のことをいろいろ聞いてくる。
メガネ
声 - 大谷育江
小学2年生。一人称は「僕」。その名の通りメガネをかけている。頭が良く、読書とアニメを見るのが趣味。

### その他関係の深い人物
沙織（さおり）
声 - 田中敦子
「おおかみ娘」と呼ばれている、仙台の女子大学生。夏休み後半に月夜野にやって来て、池の側にテントを張って過ごす。
時々空野家に風呂を借りに来るため、詩には「お風呂のお姉さん」とも呼ばれる。
幼い頃は、月夜野の麓の町に住んでいた。
自然科学を専修しており、絶滅したニホンオオカミを追い求めている。
父
声 - 牛山茂
ボクの父親。妻が臨月を迎えたため、息子を妹（薫）の家へ預ける。妻の名前は柚木。ライダーカードを集めている。
次男が生まれると一大決心してやる気を出す。
お坊さん
声 - 池田勝
夏休みの中旬に、空野家の長男の法事のためにやってくる。何故か英語やドイツ語を話したりするお茶目なお坊さん。
「ぼくのなつやすみ2 海の冒険篇」にも彼によく似た人物が登場する。
ケン坊
おじちゃんの家で飼っている犬。空野一家が東京に住んでいた頃から飼われているかなりの老犬。
ノラ
おじちゃんの家で飼っている牛。名前の由来は野良牛だったことから。
ある日突然空野家にやってきて、持ち主が分からなかったため、そのまま飼われることとなった。
空野家の冷蔵庫の中には「ノラ印牛乳」があり、飲むことができる。
ナレーション/大人になったボク
声 - ダンカン
本編より25年後のボクで、ボクの心内描写やオープニングやエンディングなど、すべてのナレーションを担当している。
職業はエンディングに応じて異なり、大手電機メーカーのプログラマーの場合もあれば、駆け出しの陶芸家になっている場合もある。最もイベントをこなしたエンディングではニューヨーク在住の小説家でこの夏の思い出をモデルに小説を書いており、萌、詩とも親交が続いている。

### PSP版から登場
音声収録は2005年11月19日に東京都港区青山の旧本社5階の収録スタジオで行われた。
与謝野（よさの）
声 - 小島敏彦
通称教頭せんせ。55歳。萌の学校の教頭先生で、PS版では会話の中だけに登場していた。英語を教えている。
萌いわく「モーレツ先生」で、授業が終わると全員へなへなになってしまうらしい。
自然を愛していて、高速道路の付近でバードウォッチングやフィールドワークをしている。
第二次世界大戦中、付近の野山のどこかに大切なものを隠した。
話しかけるとゲーム中のヒントになるようなことを教えてくれる。
中旬から遠くの街に研修に行ってしまうが、終盤に戻ってくる。
祐天寺 良子（ゆうてんじ りょうこ）
声 - 弓場沙織
通称ヨシコちゃん。萌のクラスメートで、明るくてとても元気。名前は「りょうこ」と読むが、なぜか「ヨシコ」と名乗っている。
萌とは親友にして恋敵。空野家の裏門の前の橋から萌の様子を伺っていることが多いが、与謝野のフィールドワークを手伝っていることもある。
都会に憧れていて、ボクに都会の様子をいろいろと聞いてくる。
「ぼくらのかぞく」にも登場している。
アニキくん
声 - 進藤一宏
ボクより少し年上の中学生。13歳。空野家の近くを流れている川に現れる、不思議な存在。彼の家も陶芸をやっているという。何をしているのか尋ねられると「秘密。いずれ教えてあげる」と言うが結局教えることはなく、その素性は作中で明確には語られない。
演じているのはオリジナル版でボク役を務めた進藤一宏である。上述したように、会話時のボクの音声はPS版の制作時に録音した未使用のものであり、整合性を合わせて二つの時期の新藤の音声が会話を繰り広げる形になっている。

## 主なスタッフ
- 原作・脚本・監督・ゲームデザイン - 綾部和
- キャラクターデザイン - 上田三根子
- 背景美術 - 草薙
  - 美術監督 - 小倉一男（KUSANAGI）
  - レイアウト・原画 - 綾部和
  - 設定・美術設定 - 玖村麻子
- システムグラフィック - ミレニアムキッチン
  - 絵日記 - 浅賀美喜
- プログラム - アトリエ・ドゥーブル
  - プログラミングアドバイザー・テクニカルディレクター - 堀井哲央
  - メインプログラマ - 野上光史
- 音楽
  - 音楽監督・作曲・編曲 - 鵜飼秋子（ハノン）
  - 録音・ミキシング - ハノン
- ムービー制作 - カンフーマスタープロダクションムービー・SCEIムービースタッフ
  - 監督 - 丸哲郎
  - 絵コンテ・背景原画 - 綾部和
- 音響制作 - SCEIサウンドグループ
  - サウンドデザイン - 高田征典（SCEI）
- ゲームデザイン
  - システム - 綾部和・ミレニアムキッチン
  - 虫相撲 - 佐藤昭彦
- 企画・制作 - ミレニアムキッチン
- 制作・著作 - 株式会社ソニー・インタラクティブエンタテインメント（旧株式会社ソニー・コンピュータエンタテインメント）
- 制作指揮・プロデュース - 株式会社コントレイル
- 制作協力 - 株式会社ポリフォニー・デジタル
- PSP版からの主なスタッフ
  - 制作指揮 - 株式会社ソニー・コンピュータエンタテインメント、ワールドワイド・スタジオ、SCEJAPANスタジオ
  - ディレクター（ミレニアムキッチン） - 宮坂のり子
  - プログラム - 森井剛（サワノ）
  - グラフィック - 鈴木勝晴（サワノ）
  - ディレクト - 山本裕一、金森考宏（SCEI）
  - 企画・制作 - アクリア（旧株式会社サワノ）

## 音楽

### 主題歌（テーマソング）
「この広い野原いっぱい」
歌 - 大藤史 / 作詞 - 小薗江圭子 / 作曲 - 森山良子 / 編曲 - Thousand sketcheS
1967年に森山良子が発表したフォークソングのカバー曲。
Synthesizer/Programming - 藤木和人/ Guitars(Acoustic,Electric,Pedal Steel) - 鈴木晶 / Bass - 入り江''TATO''直之 / Chorus - 石塚まみ
録音・ミキシング - 高山欣也
録音スタジオ - PLANET Syudio
Thousand sketcheS are - 藤木和人 & 大久保考之
ミュージックプロデューサー - 清水彰彦(Soyter Music)PSP版から(Blue One music Inc.)
挿入歌「HAPPY BIRTH DAY TO YOU」
Composed by - HILL,MILDRED JUNIUS/HILL,PATTY SMITH

## PS版におけるバグ
ここでは既に発見されている3つのバグを紹介する。

### 昼就寝の可能
本作の制作ミスで、まだ夜になっていない（電灯のひもが表示されていない）のにもかかわらず一日を終える（就寝する）ためのボタンが有効のままである。そのため、絵日記の画面で「もどる」にカーソルを合わせた状態で↑を押すとカーソルがひもが表示される位置に移動し、絵日記を書いて就寝するかの選択肢が出るのでそのまま○を押すことで一日を終えられる（就寝することができる）バグがある。

### 終わりのない夏休み（8月32日）
本作のスタート画面にある「夏休みの思い出」から、クリア後のセーブデータを読み込んで夏休みの絵日記を振り返ることができるが、そこでも上記のバグは有効である。また、本バグタイトルには、「8月32日」という名称があるが、正確には、8月33日(多くの場合)からバグが発生する。前述のバグを活用して、「夏休みの思い出」から8月31日のセーブデータで上記のバグを行った場合、8月32日以降のありえないはずの日付を過ごすことができる。
現象
主な現象として、日付の日数が32日以降（その数字がなくなる）に進んでいき、グラフィックがおかしくなる、家にも外にも人が誰もいなくなる、プレイヤーも含めて人の姿や形が乱れる（主に透明になったり、ブルーバックになる）、BGMが再生されなくなる、高確率でフリーズを起こす、文字化けするなどがある。また、31日は8時までは家から出られない。制作会社の代表である綾部和は、「絵日記を見ている状態で寝ないでそのまま翌日に移動する」というバグがエンディングの8月31日の絵日記でも有効だったため、「本来なら存在しない8月32日以降のデータを無理矢理参照したために発生する」と説明している。
日数が33〜36日程度(ゲームの使用環境、機種によって誤差有り)以降になるとセーブ中にフリーズしてしまい、それ以降の続行はできない。
PS版だけで出るバグで、PSP版では発生しない。

#### 影響
バグの影響で異常なグラフィックになる上に日付が進行するごとに異常箇所が増していくこと、イベントが設定されていないことで街並みが閑散とすること、「終わらない夏休み」というシチュエーション等が相俟って、単純なバグであるはずがホラーと捉えることのできる異様な雰囲気を醸し出すことから、ゲーム作品の有名なバグのひとつとなっている。「電撃オンライン」のライターMは2024年時点で「今や本編よりも有名になってしまった」と記している。2025年8月には廃墟写真家のtoshiboが本バグから着想を得て、存在しない風景を実際に撮った写真で巡るという写真集をリリースしている。

### 絵日記背景バグ（終わりのない夏休みバグの一部）
8月31日に、日記を表示させたまま(何日でも良い)のまま「もどる」にカーソルを合わせ↑を押し、自動的に出てくる「おやすみ」をクリックする。そして、8月33日まで日を経たせると、8月31日時に表示させた絵日記の背景の色がそのまま、バグが発生している絵日記の背景の色、イラストの色に反映している。

## 書籍
ぼくのなつやすみ美術館
- 「ぼくのなつやすみ」、「ぼくのなつやすみ2 海の冒険篇」の原画集。
- 草薙【画】/綾部和【監修・文】
- 出版2003年7月